# Турчянські Теплиці
Турчянські Теплиці (словац. Turčianske Teplice,  Stubnyafürdő) — село, громада в окрузі Турчянські Теплиці, Жилінський край, західна Словаччина. Кадастрова площа громади — 33,483 км². Населення — 6390 осіб (за оцінкою на 31 грудня 2017 р.).
Перша згадка 1281 року.

## Географія
Протікають потік Мутник; Чепчинський потік; Дівяцький потік; Гайський потік; Іванчинський потік; Ракша і Сомолицький потік.

## Населення
| Рік:            | 1994. | 2004.   | 2014.   | 2024.   |
| --------------- | ----- | ------- | ------- | ------- |
| Кількість осіб: | 7285  | 6929    | 6518    | 6069    |
| Різниця:        |       | -4,88 % | -5,93 % | -6,88 % |

| Рік:            | 2023. | 2024.   |
| --------------- | ----- | ------- |
| Кількість осіб: | 6178  | 6069    |
| Різниця:        |       | -1,76 % |